# 김명원 선생 묘 및 신도비
김명원 선생 묘 및 신도비는 경기도 고양시 덕양구 관산동에 있는 조선시대의 무덤이다. 1986년 6월 16일 고양시의 향토문화재 제10호로 지정되었다.

## 개요
묘는 관산동 두포동 마을에 서향(西向)으로 위치하고 있으며 배(配) 정경부인(貞敬夫人)  청주한씨(淸州韓氏)의 묘(墓)와 쌍분(雙墳)을 이루고 있다. 묘 앞 중앙에는 묘비, 상석, 향로석, 장명등이, 그리고 그 좌우에는 망주석, 문인석이 각각 배치되어 있다. 묘 앞의 대리석(大理石) 묘표(墓表)는 숭정(崇禎) 7년(1634)에 건립한 것으로 그 규모는 높이 139cm, 폭 57cm, 두께 21cm이다.
신도비는 숙종 21년 을해[(乙亥),금상(今上)21(1695)] 5월에 건립한 것으로 장방형 비좌(碑座)와 옥개(屋蓋)를 갖추었다. 비의 앞면에는 ‘평란공신 좌의정 경림부원군 증시충익 김공신도비명(平難功臣左議政慶林府院君贈諡忠翼金公神道碑銘)’이라 전자(篆字)되어 있다. 비문은 이정구(李廷龜)가 짓고, 김종연(金宗衍)이 썼으며 김창협(金昌協)이 전(篆)하였다. 현재 신도비의 비신 규모는 높이 208cm, 폭 87cm, 두께 33cm이다.
김명원(金命元)은 조선조 중기(中期)의 문신(文臣)으로 중종(中宗) 29년(1534)에 출생하여 선조(宣祖) 35년(1602)에 사망하였다. 자(字)는 응순(應順), 호(號)는 주은(酒隱)이며 본관(本貫)은 경주(慶州)로서 관찰사(觀察使) 김만균(金萬鈞)의 아들이다. 퇴계(退溪) 이황(李滉)의 문인으로 명종(明宗) 13년(1558) 사마시(司馬試)에 합격(合格)하고 3년 뒤 식년문과(式年文科)에 갑과(甲科)로 급제하였다. 선조(宣祖) 2년(1569) 종성부사(鍾城府使) 등, 내외직(內外職)을 역임하였고, 선조(宣祖) 20년(1587) 좌참찬(左參贊)으로 지의금부사(知義禁府事)를 겸임하였다. 그리고 2년 뒤인  선조(宣祖) 22년 정여립(鄭汝立)의 모반사건을 수습하는데 공을 세워 평난공신(平難功臣)3등에 올라 경림군(慶林君)에 봉해졌다. 선조25년(1592) 임진왜란(壬辰倭亂)이 일어나자 순검사(巡檢使)가 되고 이어 팔도도원사(八道都元師)로서 임진강(臨津江)방어전을 벌여 적의 침공을 지연시켰다. 난중에 행재소(行在所) 경비(警備)에 전력했고 이듬해 명(明)나라에서 원병(援兵)이 오자 명장(明將)들의 자문에 응했으나 병(病)으로 도원수(都元帥)의 자리를 내놓고 호조(戶曹)․예조(禮曹)․공조(工曹)의 판서(判書)를 역임하였다. 선조 30년(1597) 정유재란(丁酉再亂)이 일어나자 병조판서(兵曹判書)로 유도대장(留都大將)을  겸임하여 전장(戰場)에 나가 지휘하였다. 그후 좌찬성(左贊成), 이조판서(吏曹判書), 우의정(右議政)등을 역임하고 선조(宣祖) 33년(1600)에  부원군(府院君)에 진봉(進封)되어 좌의정(左議政)에 올랐다. 유학(儒學)에 조예가 깊고, 병서(兵書)․궁마(弓馬)에도 능하였다. 시호(諡號)는 충익(忠翼).

## 같이 보기
- 김명원

## 참고 자료
- 김명원 선생 묘 및 신도비 - 고양시의 문화관광 - 향토유적